# L'Ange de Broadway
Pour plus de détails, voir Fiche technique et Distribution.
L'Ange de Broadway (Angels Over Broadway) est un film américain réalisé par Ben Hecht et Lee Garmes, sorti en 1940.

## Synopsis
Bill O'Brien est un escroc new-yorkais à la recherche de sa prochaine victime crédule. Dans une boîte de nuit chic, il trouve Charles Engle, un homme rongé par la culpabilité, sur le point de se suicider après avoir détourné une grosse somme d'argent qu'il a dépensée pour sa femme très exigeante. Charles a l'apparence d'un vulgaire péquenaud en visite en ville et Bill décide de tenter de récupérer son argent. Bill ne sait pas que Charles, désespéré, n'a que jusqu'à 6 heures du matin pour rembourser l'argent qu'il a détourné avant que le crime ne soit découvert. Une des danseuses du club, Nina Barona, est persuadée par Bill d'aider Charles à participer à une partie de poker pour récupérer l'argent. La partie est organisée par un gangster nommé Dutch Enright. Un autre homme désabusé du club, le dramaturge Gene Gibbons, apprend le malheur de Charles par la lettre de suicide qu'il découvre dans son manteau, et veut écrire à l'homme une histoire avec une fin plus heureuse. 
Il essaie d'obtenir une broche de valeur de son ex-copine, pour la donner à Charles afin qu'il puisse obtenir l'argent, mais son plan échoue car la broche est une copie bon marché. Au lieu de cela, il entend Bill raconter son escroquerie au poker contre Charles, et le persuade de modifier le plan de façon que Charles gagne les premiers tours et puisse ensuite s'échapper de la partie. Un accord est conclu, selon lequel Bill obtient tout ce que Charles gagne en plus des 3 000 dollars dont il a besoin pour rembourser l'argent. Cependant, Gene s'évanouit en attendant que le jeu commence, et lorsqu'il se réveille, il ne se souvient pas du marché qu'il a conclu et rentre chez lui auprès de sa femme. Bill découvre que Gene est parti, et Dutch découvre le plan d'évasion de Charles, et tente de l'arrêter. Nina convainc Bill de faire ce qu'il faut et d'aider à repousser les hommes de Dutch lorsqu'ils tentent de récupérer Charles et l'argent.
Bill est transformé en découvrant qu'un comportement honorable a un effet positif sur lui ; il tombe amoureux de Nina, qui lui rend ses sentiments.

## Fiche technique
- Titre : L'Ange de Broadway
- Titre original : Angels Over Broadway
- Réalisation : Ben Hecht et Lee Garmes
- Scénario : Ben Hecht
- Production : Ben Hecht et Douglas Fairbanks Jr. (production associé)
- Studio de production : Columbia Pictures
- Photographie : Lee Garmes
- Montage : Gene Havlick
- Direction musicale : Morris Stoloff
- Musique : George Antheil
- Direction artistique : Lionel Banks
- Costumes : Robert Kalloch
- Pays d'origine :  États-Unis
- Format : Noir et blanc - Son : Mono (Western Electric Mirrophonic Recording)
- Genre : Drame
- Durée : 79 minutes
- Date de sortie : 
  - États-Unis : 2 octobre 1940

## Distribution
Le film n'étant pas sorti au cinéma en France, le doublage a été réalisé tardivement.
- Douglas Fairbanks Jr. : Bill O'Brien
- Rita Hayworth (VF : Danièle Douet) : Nina Barone
- Thomas Mitchell : Gene Gibbons
- John Qualen : Charles Engle
- George Watts : Joseph Hopper
- Ralph Theodore : Dutch Enright
- Eddie Foster : Louie Artino
- Jack Roper : Eddie Burns
- Constance Worth : Sylvia Marbe
- Edward Earle (non crédité) : Vincent, le maître d'hôtel